# Chung kết NBA 2016

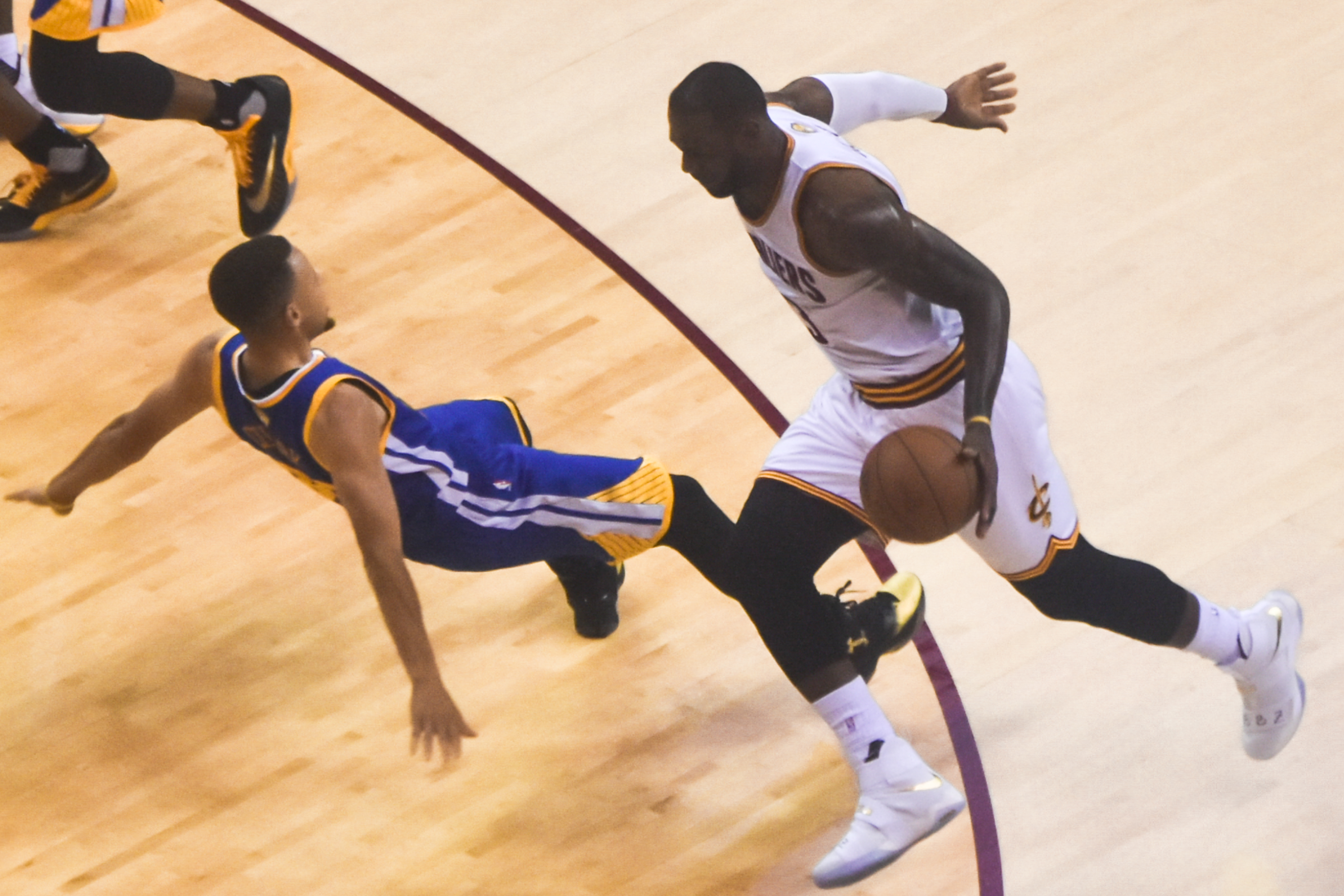
LeBron James và Steph Curry trong trận 6.

Vòng chung kết NBA 2016 là vòng đấu cuối cùng của mùa giải Giải bóng rổ Nhà nghề Mỹ 2015-16. Đội vô địch miền Đông là Cleveland Cavaliers đã đánh bại đội vô địch miền Tây là Golden State Warriors với tỉ số 4-3 trong trận tái đấu chung kết mùa giải 2014-15 khi Golden State là đội giành chiến thắng. Đây là trận chung kết tái đấu thứ 14 lịch sử NBA và là lần đầu tiên kể từ năm 2008 có 2 đội hạt giống số 1 của mỗi miền gặp nhau ở trận đấu cuối cùng. Đây cũng là trận chung kết tái đấu liên tiếp lần thứ 2, sau khi Miami Heat và San Antonio Spurs từng làm được vào các mùa 2013 và 2014.
Đương kim vô địch Golden State đã sớm giành ưu thế với chiến thắng 2-0 và tổng cách biệt điểm số lớn nhất lịch sử (48). Cleveland giành chiến thắng ở trận thứ 3 với tỉ số 120–90, nhưng lại thất bại ở trận đấu tiếp theo. Tuy nhiên, Cleveland đã giành chiến thắng cả ba trận đấu còn lại để trở thành đội bóng đầu tiên lịch sử NBA giành chiến thắng chung cuộc sau khi đã thất bại tới 3-1 ở trận chung kết. Chiến thắng của đội bóng rổ Cavaliers cũng là danh hiệu thể thao chuyên nghiệp cấp quốc gia đầu tiên của một câu lạc bộ ở thành phố Cleveland kể từ năm 1964, và cũng là danh hiệu đầu tiên mà Cavaliers giành được trong lịch sử đội bóng.
Đây cũng là lần đầu tiên kể từ năm 2004, lịch thi đấu mới được áp dụng cho trận chung kết NBA. Trong các mùa giải trước, các trận đấu chung kết được chơi lần lượt vào thứ năm – chủ nhật – thứ ba. Tuy nhiên, mùa giải này ban tổ chức quyết địch kéo giãn thời gian giữa các trận, nhằm đảm bảo thể lực cho các cầu thủ khi 2 đội phải di chuyển quá nhiều để thi đấu. Theo đó, các trận đấu thứ 2, 4, 5 và 6 được bố trí không cố định trước. Mùa giải 2016 cũng là lần đầu tiên kể từ năm 1978, đội giành chiến thắng ở trận đấu thứ 7 lại là đội bóng sân khách.

## Trình chiếu
| Trận    | Tỷ lệ (căn hộ) | Khán giả Mỹ (triệu người) |
| ------- | -------------- | ------------------------- |
| 1       | 11.1           | 19.20                     |
| 2       | 9.8            | 17.49                     |
| 3       | 9.7            | 16.47                     |
| 4       | 9.8            | 16.57                     |
| 5       | 11.8           | 20.53                     |
| 6       | 11.8           | 20.70                     |
| 7       | 15.8           | 31.02                     |
| Tr.Bình | 11.4           | 20.28                     |